# Lobelia boninensis
Lobelia boninensis är en klockväxtart som beskrevs av Gen-Iti Koidzumi. Lobelia boninensis ingår i släktet lobelior, och familjen klockväxter.
Artens utbredningsområde är Ogasawara-shoto. Inga underarter finns listade i Catalogue of Life.

## Bildgalleri

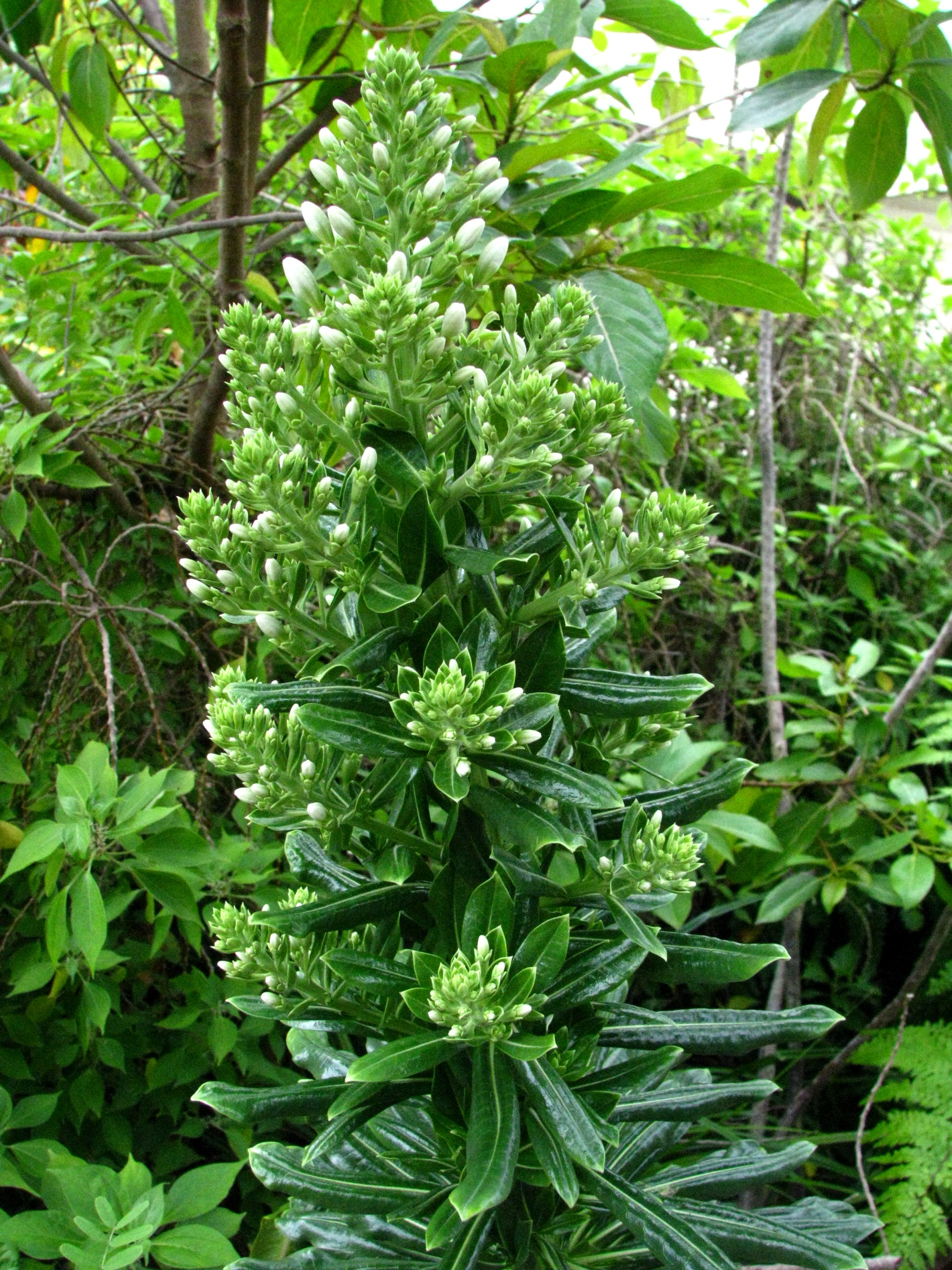
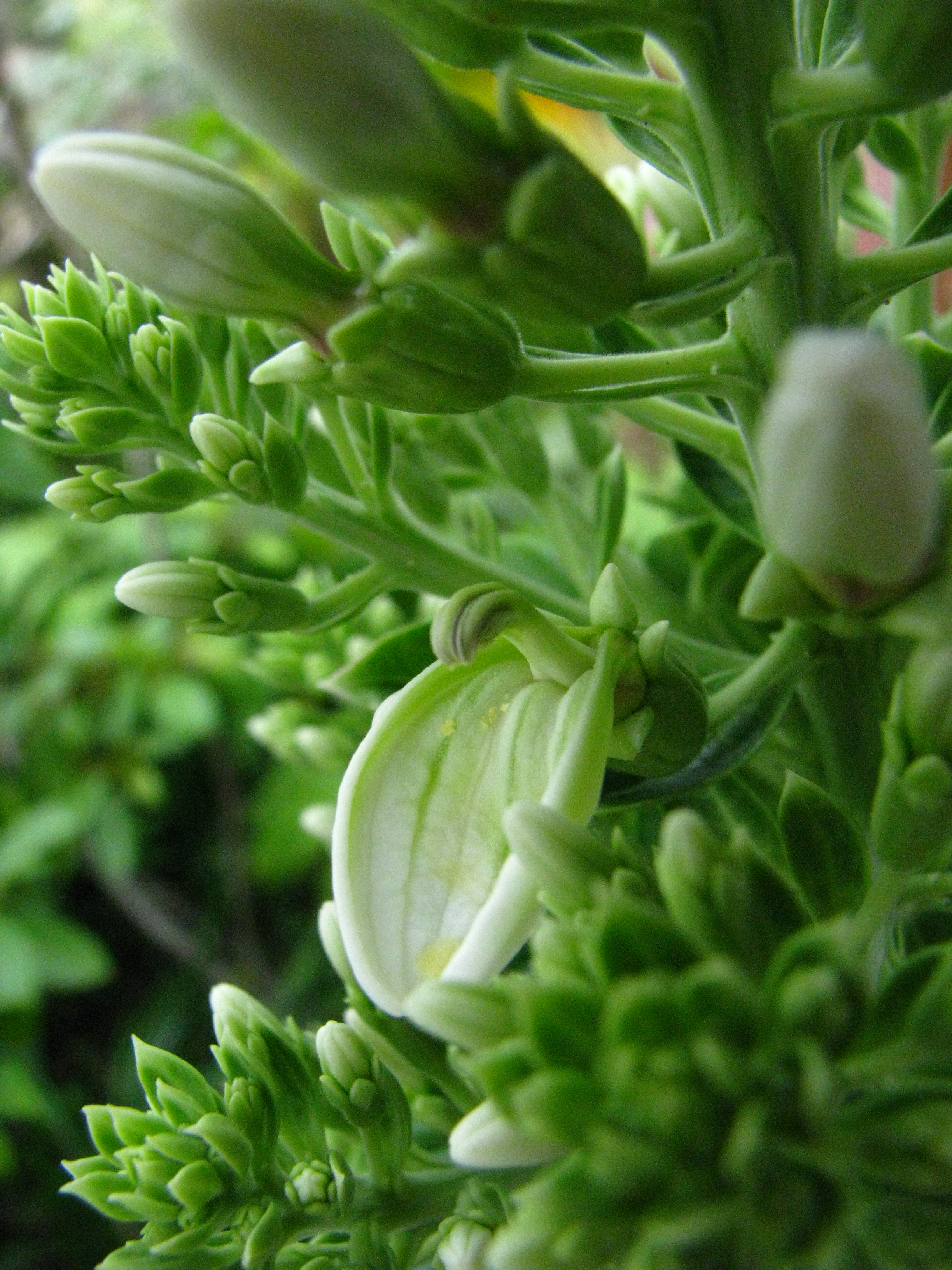
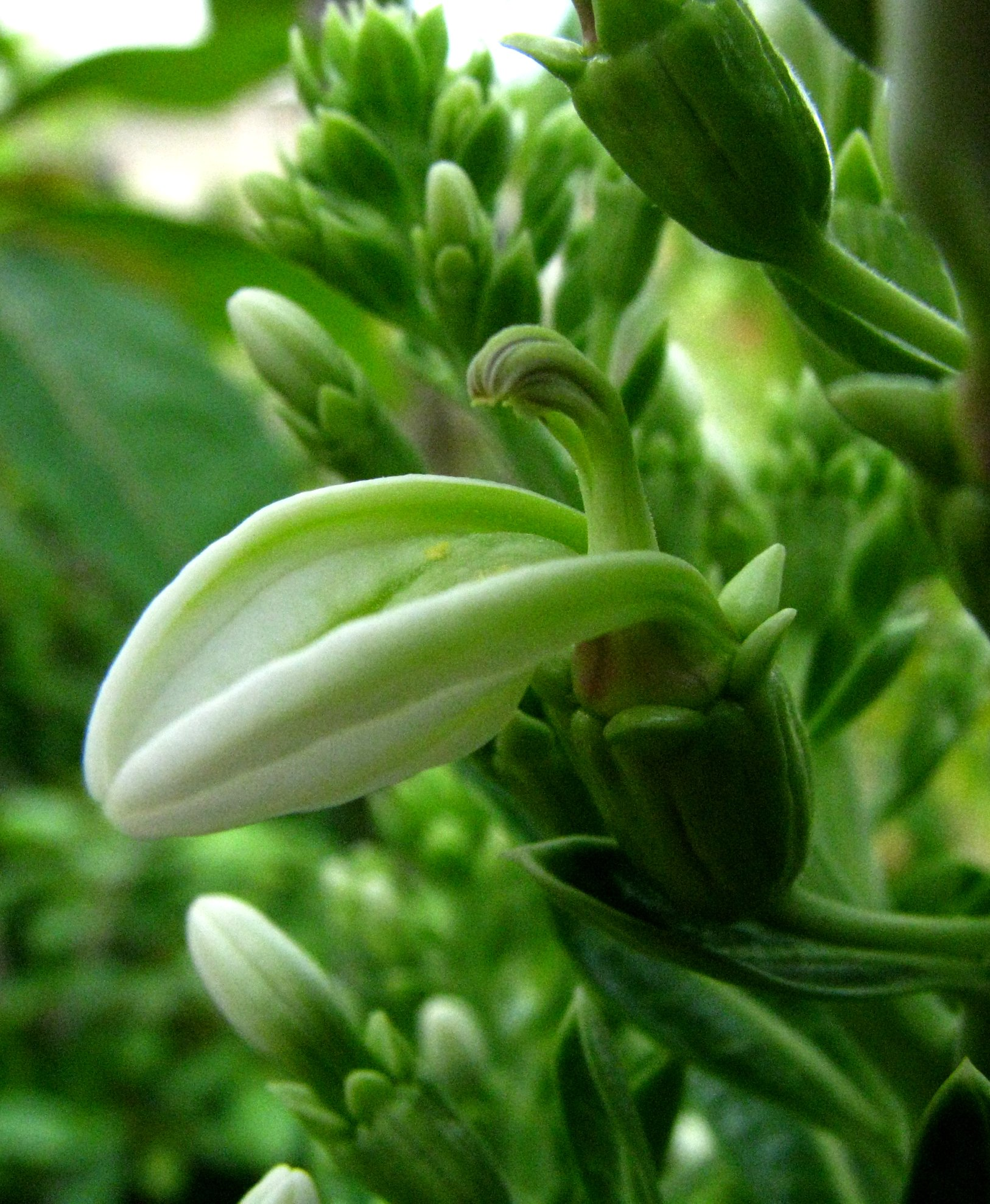
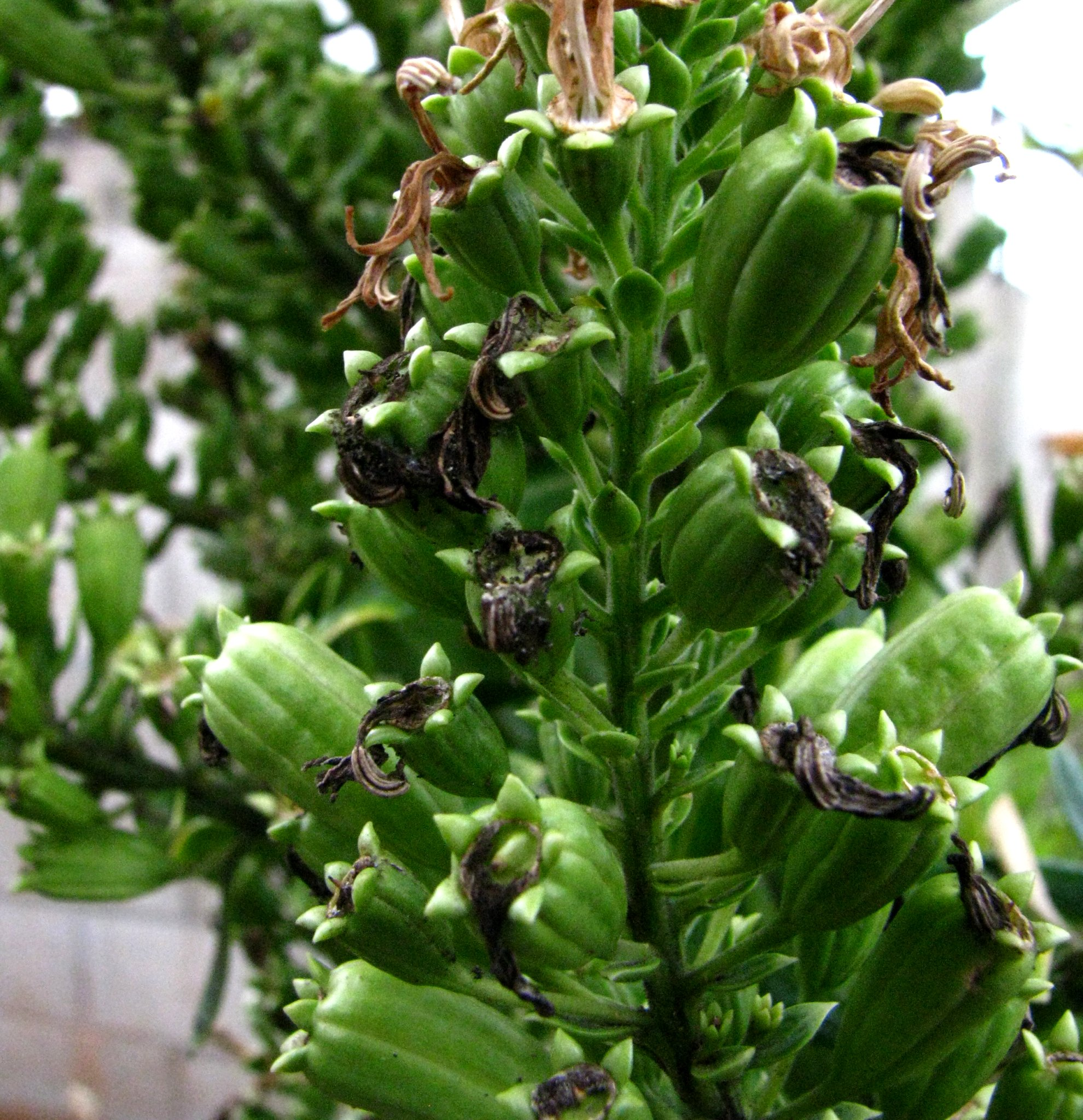
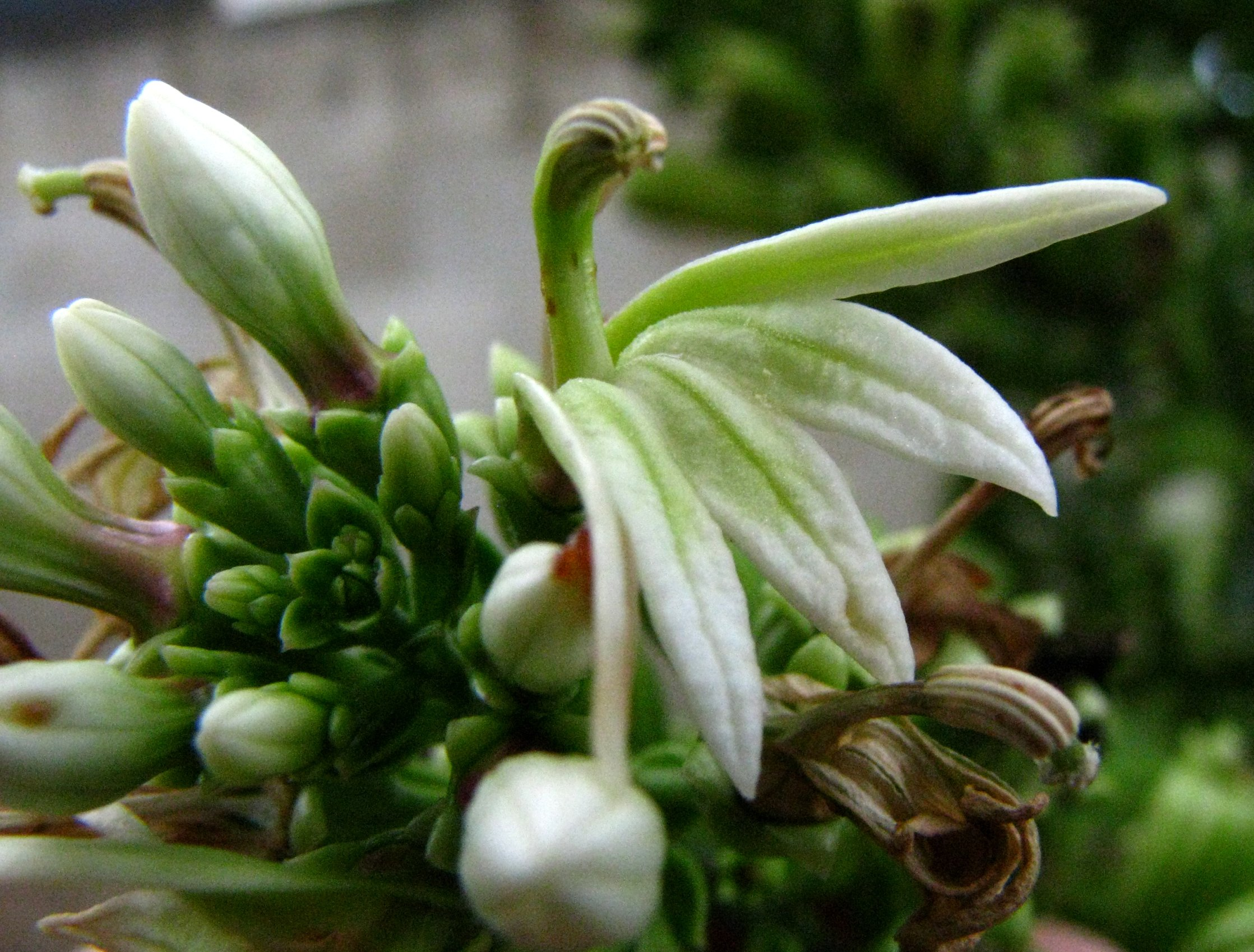
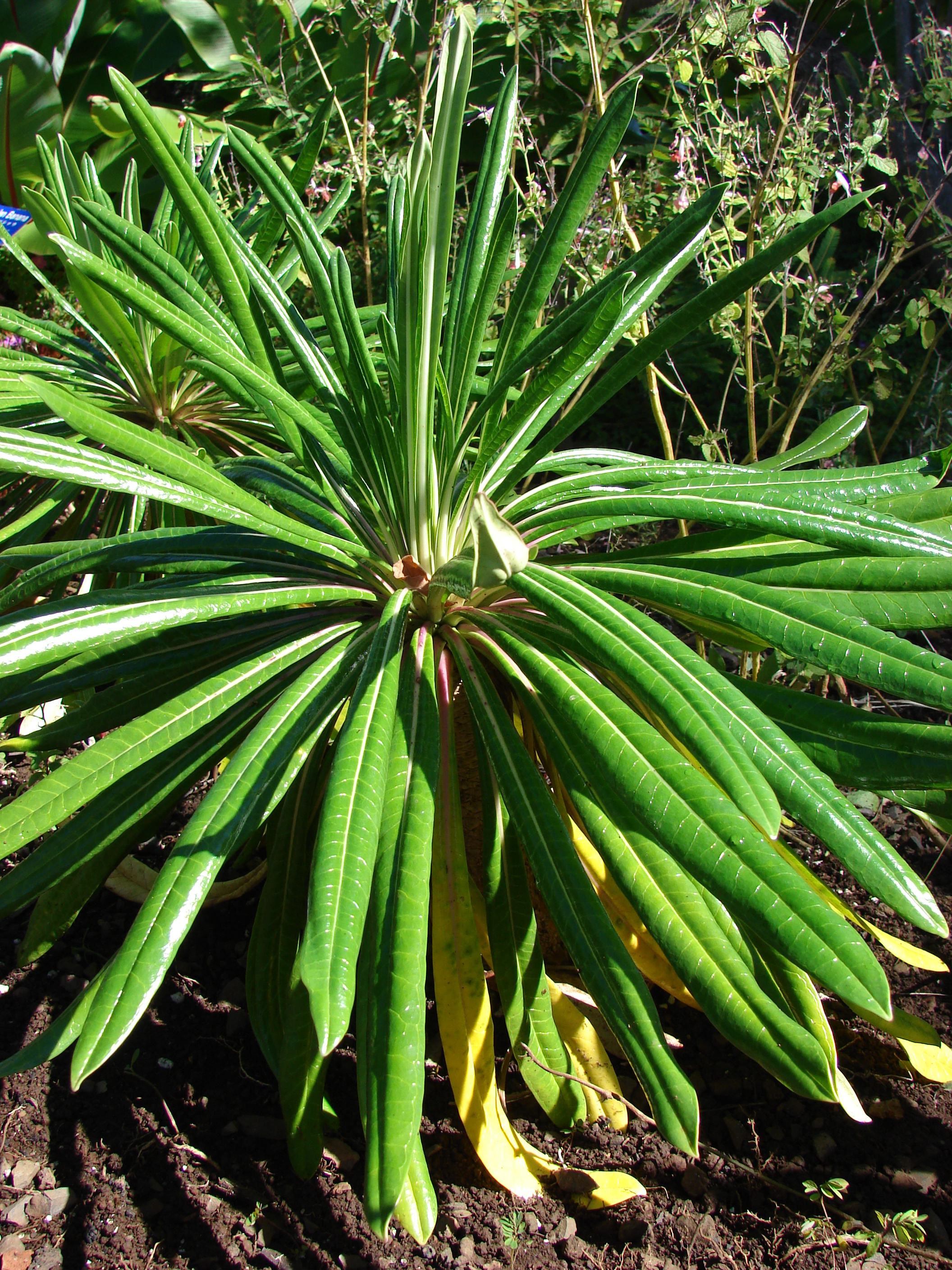